# Kirche Inse
Bei der Kirche in Inse oder Inser Kirche handelte es sich um einen achteckigen hölzernen Zentralbau mit Laterne aus dem beginnenden 18. Jahrhundert. Bis 1945 war sie evangelisches Gotteshaus für die Bewohner aus dem ostpreußischen Kirchspiel des heute Pritschaly genannten Ortes in der russischen Oblast Kaliningrad (Gebiet Königsberg (Preußen)). Das Bauwerk wurde 1964 eingerissen und abgeräumt.

## Geographische Lage
Das heutige Pritschaly liegt an der Ostküste Kurischen Haffs (russisch: Kurschski Saliw), in das hier das nur wenige hundert Meter lange Flüsschen Inse (russisch: Chlebnaja) mündet. Das Dorf ist von der russischen Regionalstraße R 513 aus über eine Nebenstraße zu erreichen, die südlich von Prochladnoje (Kallningken, 1938 bis 1946 Herdenau) von der Straße Malyje Bereschki–Myssowka (Neu Lappienen–Karkeln) abzweigt. Der einstige Standort der Kirche liegt im Osten des früheren Ortsteils Alt Inse am nördlichen Ufer der Inse.

## Kirchengebäude
Eine erste Kirche wurde in Inse um 1576 errichtet. Bereits um die Wende des 17./18. Jahrhunderts wurde ein Neubau fällig. Es entstand ein oktogonaler Zentralbau aus Holz mit Türmchen in ähnlicher Form wie die etwa gleichzeitig erbaute Kirche Lappienen. Die Kirche Skören wurde 1932 nach diesem Vorbild gebaut.
Der Kircheninnenraum hatte eine flache Decke, die auf toskanischen Säulen ruhte. Über das ganze Kirchenrund ging eine Empore. In nördlicher Richtung stand der Kanzelaltar.
In der Mitte des Raumes war ein achteckiger granitener Taufstein aus dem 17. Jahrhundert aufgestellt. Er wurde 2009 auf einem Grundstück an der Inse wiederentdeckt, wo er als Blumenkübel diente. Der Grundstücksinhaber erklärte sich zur Herausgabe bereit, und die Kreisgemeinschaft Elchniederung organisierte daraufhin die Überführung in die Kirche Heinrichswalde (der Ortsname ist heute russisch: Slawsk).
Im Jahre 1857 erhielt die Kirche eine Orgel. Das Geläut der Kirche bestand aus einer einzigen Glocke.
Das Gotteshaus kam gut durch den Zweiten Weltkrieg. Allerdings wurde das Bauwerk 1964 unter Einsatz von Traktoren eingerissen und restlos abgeräumt.

## Kirchspiel
Das Kirchspiel der Kirche Inse gilt als das älteste des Kreises Niederung (Elchniederung). Bis zum Jahre 1579 gehörten seine Dörfer zur Pfarrei in Kunzen (russisch: Krasnoretschje, nicht mehr existent) auf der Kurischen Nehrung (russisch: Kurschskaja kossa). Die sonntägliche beschwerliche Fahrt über das Haff zum Gottesdienst nach Kunzen veranlasste die Bewohner, eine eigene Kirche zu beantragen. So entstand 1570 die Kirchengemeinde Inse, der auch ein eigener Pfarrer zugeteilt wurde. Bis 1684 war die Gemeinde selbständig, als sie dann Filialkirche der Pfarrkirche in Kallningken (der Ort hieß zwischen 1938 und 1946: Herdenau, heute russisch: Prochladnoje) wurde. Ab 1810 war die Kirchengemeinde dann wieder eigenständig und gehörte bis 1945 zum Kirchenkreis Niederung (Elchniederung) innerhalb der Kirchenprovinz Ostpreußen der Kirche der Altpreußischen Union. Im Jahre 1925 zählte die Pfarrei etwa 1.000 Gemeindeglieder, die in einem überschaubaren Kirchspiel wohnten.
Aufgrund der Flucht und Vertreibung Deutscher aus Mittel- und Osteuropa 1945–1950 sowie restriktiver Kirchenpolitik der Sowjetunion brach das kirchliche Leben in Pritschaly nach 1945 ein. Heute liegt der Ort im Einzugsgebiet de 30 Kilometer entfernten Kreisstadt Slawsk (Heinrichswalde), wo sich in den 1990er Jahren die neue evangelisch-lutherische Gemeinde Slawsk bildete. Sie ist Teil der Propstei Kaliningrad (Königsberg) der Evangelisch-lutherischen Kirche Europäisches Russland.
Das Kirchspiel der Kirche Inse umfasste sechs Orte bzw. Ortschaften:
| Name       | Russischer Name |
| ---------- | --------------- |
| *Alt Inse  | Pritschaly      |
| Groß Inse  | Pritschaly      |
| Klein Inse |                 |
| *Loye      | Rybatschje      |
| Pait       |                 |
| *Tawe      |                 |

## Pfarrer
An der Kirche Inse amtierten als evangelische Geistliche:

### 1576–1684
- Georg Hink, 1578/1579
- Oswald Eiteckonollis, 
n. a. Johann Oswald, bis 1597
- Heydin, etwa 1597
- Elias Neumann, 1597–1600 (?)
- Simon Weißnaris, 1605–1608
- Andreas Krause, 1608–1621
- Andreas Dreier, 1609–1615
- Gregorius Prätorius, 1615–1629
- Christoph Prätorius, 1627
- Elias Sperber, 1630–1665
- Christian Sperber, 1665–1684

### 1810–1945
- August Fredirch Wilhelm Monich, 1810–1819
- Johann Christian Sylla, 1819–1849
- Karl Leopold Neiß, 1845–1855
- Robert Heinemann, 1855–1857
- Waldemar Hoffheinz, 1857–1862
- Janis Pipirs, 1863–1869
- Richard Otto Rudolf Werner, 1869–1873
- Karl August Schwindt, 1873–1878
- Otto Friedrich M. Lehmann, 1878–1883
- Schimkus, 1885–1887
- Immanuel Friedrich Girkon, 1888–1893
- Hans Robert Boettcher, 1893–1900
- Ernst Albert Paul Harner, 1900–1906
- Hermann Rudolf Rumpel, 1906–1914
- Ludszuweit (Missionar), 1914–1924
- Arthur Bruno Heinrich Pipirs, 1924–1927
- Eduard Gustav Grüner, 1928–1932
- Kurt Szogs, 1932–1935
- Harry Otto Ennulat, 1935–1936
- Helmut Galda, 1938–1945
- Hans G. Schieferdecker, 1940–1942
- Alfred Nickel, 1943–1944

## Kirchenbücher
Von den Kirchenbüchern der Pfarrei Inse sind erhalten und werden bei der Deutschen Zentralstelle für Genealogie in Leipzig aufbewahrt:
- Taufen: 1690, 1768 bis 1874
- Trauungen: 1690, 1767 bis 1874
- Begräbnisse: 1690, 1767 bis 1841 und 1848 bis 1874.